# David Blue (aktor)
David Blue (ur. 17 stycznia 1982 na Long Island) – amerykański aktor telewizyjny i filmowy.

## Życiorys

### Wczesne lata
Urodził się na Long Island jako najmłodszy z trojga synów państwa Blue. Dorastał w Nowym Jorku i na Florydzie. Uczęszczał do Countryside High School w Clearwater, a następnie podjął studia na University of Central Florida.

### Kariera
Pojawił się w filmie Winter Follies w reżyserii Darrena Lynna Bousmana. W 2008 roku zadebiutował na ekranie stacji American Broadcasting Company w roli Cliffa St. Paula, fotografa i homoseksualnego partnera Marca St. Jamesa, w serialu komediowym Brzydula Betty (Ugly Betty, 2007–2008). Występował również jako Eli Wallace w serialu Gwiezdne wrota: Wszechświat (Stargate: Universe, 2009–2011).

## Filmografia

### Filmy fabularne
- 2002: Judas: Traitor or Friend? (dokumentalny TV) jako aktor kreujący
- 2007: Sportowy film (The Comebacks) jako LaCrosse Partygoer
- 2012: Divorce Invitation jako Rick
- 2016: Taniec śmierci (Dance Night Obsession) jako Tony
- 2017: The Concessionaires Must Die! jako Scott Frakes

### Seriale TV
- 2002: Hoży doktorzy (Scrubs) jako stażysta medyczny
- 2006: Weronika Mars (Veronica Mars) jako muskularny mieszkaniec
- 2006: Nie ma to jak hotel (The Suite Life of Zack and Cody) jako dr Chip Walters
- 2007: Intrygi i kłamstwa (Dirt: Come Together) jako Toby
- 2007: Zasady gry (The Game) jako kelner
- 2007–2008: Brzydula Betty (Ugly Betty) jako Cliff St. Paul
- 2008: Pod osłoną nocy (Moonlight) jako Logan Griffen
- 2009–2011: Gwiezdne wrota: Wszechświat (Stargate: Universe) jako Eli Wallace
- 2013: Partnerki (Rizzoli & Isles) jako Peter Kaufman
- 2013: Castle jako Kyle
- 2013–2015: EastSiders jako David